# The Hockey News
The Hockey News är en nordamerikansk ishockeytidning. The Hockey News, eller THN, stiftades år 1947 av Ken McKenzie, och har sedan dess blivit den mest kända ishockeypublikationen i Nordamerika. THN släpps veckovis från september till maj och månadsvis under sommarsäsongen då ishockeyserierna tar paus. Den finns tillgänglig i prenumeration i Nordamerika och Europa och digitalt i resten av världen. I Nordamerika finns den tillgänglig i tidningskiosker.
Tidningen gjorde 2007 en lista på 60 spelare i NHL, kallad "Top 60 sedan 1967".